# Nicolae Rădescu
Nicolae Rădescu (Călimănești, 30 de marzo de 1874-Nueva York, 16 de mayo de 1953), oficial del ejército rumano y figura política. Fue el último primer ministro de Rumanía antes de la toma del poder por el Partido Comunista Rumano, ocupando el puesto el invierno de 1944-1945.

## Comienzos
Antes de la Segunda Guerra Mundial, fue el dirigente de un partido de extrema izquierda llamado Cruciada Românismului ("La Cruzada del Rumanismo"), grupúsculo escindido de la Guardia de Hierro, creado por Mihai Stelescu.
En 1942, durante la dictadura de Ion Antonescu, Rădescu escribió un artículo crítico con el embajador alemán Manfred Freiherr von Killinger y su constante intromisión en los asuntos internos de Rumanía. Fue internado como prisionero político en el campo de Târgu Jiu.
El 23 de agosto de 1944, inmediatamente después de la caída de Antonescu, Rădescu fue puesto en libertad y nombrado jefe del Estado Mayor del Ejército rumano.

## Primer ministro
Fue nombrado primer ministro el 7 de diciembre de 1944. Se le consideraba un hombre de fiar tanto para el rey como para los soviéticos, militar profesional que nunca había participado en política, dado a una franqueza a veces excesiva y que había forjado relaciones de amistad con algunos comunistas con los que había coincidido en prisión durante la guerra.
Desde su cargo trató de adoptar fuertes medidas políticas anticomunistas inspiradas en las del gobierno griego de Georgios Papandreou. En su gobierno se hallaba el Frente Nacional Democrático, coalición de partidos de izquierdas dominado por los comunistas, que trató de usar la exigencia de una reforma agraria inmediata para enfrentarse a Rădescu. Rădescu, asesorado por Maniu, se opuso, alegando la inconveniencia de una reforma precipitada, a pesar de la situación en las provincias, donde se habían producido ocupaciones. Al principio de su mandato Rădescu había aumentado la importancia del Frente en el gobierno, nombrando a un vice primer ministro de la agrupación y concediéndole varios ministerios, aunque se guardó el de interior para sí, manteniendo de esta manera el control sobre las fuerzas de seguridad.
Estas fueron usadas por Rădescu contra la agitación de los nuevos sindicatos, recién creados tras años de prohibición y cercanos al Frente. Estas acciones llevaron a la dimisión del viceministro de interior, comunista, que acusó a Rădescu de mantener fascistas en la policía.
Tras un comienzo que parecía augurar un mandato estable y duradero, la visita de los dirigentes comunistas Ana Pauker y Gheorghe Gheorghiu-Dej a Moscú en enero fue el preludio de una campaña política del Frente para aplicar su programa: máximo esfuerzo bélico en apoyo a la Unión Soviética contra Alemania, democratización del ejército, eliminación de los fascistas, juicio a los criminales de guerra y aplicación de una nueva reforma agraria. El Frente anunció la devolución del norte de Transilvania si alcanzaba el poder. En febrero la crisis gubernamental se agudizó, con campañas de prensa contra los partidos tradicionales y, más tarde, contra el propio Rădescu.
Con el empeoramiento de la situación en las provincias, azuzadas las protestas por el Frente, Rădescu se encontró en una situación cada vez más precaria, sospechando de sus ministros del Frente, demasiado conservador para contemplar las medidas que aquel exigía, algunas de las cuales eran realmente necesarias.
El 24 de febrero de 1945 el Partido Comunista Rumano y sus aliados organizaron una manifestación masiva frente al Palacio Real para pedir su renuncia. Durante la protesta, personas desconocidas abrieron fuego desde el edificio del ministerio del interior que se encontraba frente al palacio, matando a unas diez personas. Esa misma noche, Rădescu se dirigió con rudeza a ciertos dirigentes comunistas por radio y apeló al ejército a mantenerse a sus órdenes.
Considerado responsable de la matanza por la Unión Soviética y los comunistas rumanos, Rădescu fue obligado a dimitir. Stalin había comunicado a través de su viceministro de exteriores, Andrei Vishinski, que había acudido a Bucarest, la advertencia de que la Unión Soviética no permitiría la devolución a Rumanía del norte de Transilvania, en manos húngaras desde el verano de 1940, si se mantenía a Rădescu como primer ministro. La delicada situación del frente húngaro en esas fechas permitió a los soviéticos exigir el restablecimiento del orden en Rumanía, que se hallaba en su retaguardia, y el rey accedió a sustituir a Rădescu. Este renunció a su cargo el 1 de marzo. El anuncio de su dimisión coincidió con una manifestación multitudinaria del Frente en la capital como medida de presión y con el envío de las tropas rumanas que se hallaban en la capital al frente, para evitar que pudiesen usarse contra los prosoviéticos.
El 6 de marzo de 1945 se formó el primer gobierno dominado por los comunistas en Rumanía, con Petru Groza, vice primer ministro de Rădescu, a la cabeza. En los años sucesivos los comunistas consolidaron su poder en el país.

## Exilio
Perseguido por las autoridades comunistas, en 1946 Rădescu buscó refugio en la embajada británica, pero emigró a Estados Unidos. Una vez en América, él y otros exiliados rumanos, antiguas figuras políticas incluyendo a Agustín Popa, Mihail Fărcăşanu, Grigore Gafencu o Constantin Vişoianu, se unieron para formar un frente unido de oposición al régimen comunista desde el exilio. Nunca recibió apoyo relevante de los países occidentales.
En la Conferencia de Yalta, los Estados Unidos y el Reino Unido habían reconocido el papel dominante en Rumanía de la Unión Soviética, y la ocupación soviética de Rumanía había asegurado dicha concesión.
Rădescu murió en 1953 en Nueva York.
Por iniciativa del primer ministro Mugur Isărescu, los restos del general Rădescu fueron llevados de vuelta a Rumanía en 2000. Siguiendo los deseos expresados en su testamento, fue enterrado en el cementerio ortodoxo de Bellu en Bucarest el 23 de noviembre de 2000.